# استپان هانسیان
استپان هانسیان ( انگلیسی: Stephen Hanessian؛ زادهٔ ۲۵ آوریل ۱۹۳۵) شیمی‌دان و استاد دانشگاه ارمنی‌تبار اهل کانادا-ایالات متحده آمریکا است.

## زندگی‌نامه
وی در ۲۵ آوریل ۱۹۳۵ در اسکندریه به دنیا آمد و در سال ۱۹۶۰ با مدرک پی‌اچ‌دی از دانشگاه ایالتی اوهایو فارغ‌التحصیل گشت. وی همچنین برنده جوایزی همچون نشان افسری کانادا شد.